# Antolín Alcaraz
Antolín Alcaraz Viveros (San Roque González, 1982. július 30. –) paraguayi labdarúgó.

## Pályafutása
Sportkarrierjét a paraguayi Teniente Farina együttesében kezdte 2000-ben. A következő szezonban az argentin Racing Club de Avellaneda-hoz igazolt, de az egyesület első számú csapatában egyetlen alkalommal sem tudott pályára lépni. 2002 nyarán Európába szerződött, az olasz ACF Fiorentina játékosa lett, de mivel itt sem tudott bekerülni a csapatba 2003-ban Portugáliába igazolt, SC Beira-Mar-hoz. 2007. április 30-tól a belga első-osztályban szereplő Club Brugge KV játékosa lett, az itt eltöltött évek során csapatát hozzásegítette két harmadik és egy második hely megszerzéséhez a belga bajnokságban. 2010. május 14-én az angol Wigan Athletic FC-vel kötött szerződést.

## Válogatott
A felnőtt válogatottban 2008 novemberében mutatkozott be.
Tagja volt a 2010-es labdarúgó-világbajnokságra kijutó paraguayi válogatottnak. Első gólját nemzeti színekben a 2010-es világbajnokság csoportmérkőzései során szerezte, június 14-én, az Olasz labdarúgó-válogatott elleni mérkőzésen.
| #  | Dátum            | Helyszín | Ellenfél    | Gólarány | Eredmény  | Rendezvény |
| -- | ---------------- | -------- | ----------- | -------- | --------- | ---------- |
| 1. | 2010. június 14. | Fokváros | Olaszország | 1–1      | Döntetlen | vb         |

## Külső hivatkozások
- Adatlapja a weltfussball.de honlapján